# 洗脳ゲーム TEKI・PAKI
『洗脳ゲーム TEKI・PAKI』（せんのうげーむ　てきぱき）は、東亜プラン開発、テクモから1991年6月に発売された業務用パズルゲーム。
テトリスに代表される落ち物パズルゲームの傍系である。ルールが簡単なことと、プレイ時間が比較的短い事から、パズルゲーム初心者にも受け入れられ、同じようなパズルゲームの中で比較的長く稼働していた。

## ルール
6+2色（赤、青、緑、黄、オレンジ、紫、[銀、金]）の正方形のブロックが、3個ずつ落ちてくる。一つの色のブロックを、縦・横・斜めのどのような配列でも良いので5個以上隣接させると消える。消えたブロックのあった空間に、その上のブロックが落ちてくるので、連鎖消しも狙える。
特殊なブロックとして、全てのブロックとつながる「スマイリー」、5個以上つなげると画面内の全てのブロックを消す「バクダン」がある。
レベル70で銀、レベル100で金のブロックが追加される。以降LV999まで8色のまま続き、カンストやエンディングは存在しない。
横8列×縦10列のフィールドがすべて埋まるとゲームオーバー。

## 攻略
落下と消去した回数の和が5に達したときLVが1上昇する。爆破時無条件に1追加となる。
10個を消すことができればボーナス5千点追加となる。同色と色違いの同時消しではフラグが違う模様。連鎖による特別加点は存在しないが、同時消しで得点を稼ぐには必要になる為、必要な技術といえる。
爆破に成功できれば10万点だが、足かせになる事が多く、狙って壊すには運と技術を要する。また、「スマイリー」と「バクダン」は併用できるため、これを応用した10個消しと爆破の同時発生（連続ボーナス）が可能である。

## 移植
メガドライブ版の発売が予定されていたものの、中止されている。また、スーパーファミコン版も企画のみで終わった。
2021年10月28日、エムツーにより発売された、『タイガーヘリ』、『究極タイガー』、『ゲットスター』(ダウンロードコンテンツとして。パッケージ版にはあらかじめ収録。)を収録したPlayStation 4/Nintendo Switch向けゲームソフト『究極タイガーヘリ -TOAPLAN ARCADE GARAGE-』の購入特典として同作が配信された。今後リリースされる『TOAPLAN ARCADE GARAGE』作品にも同作が購入特典として配信される。
iOS / Android版（Amusement Arcade TOAPLAN）
2024年11月26日に株式会社TATSUJINで発売。アーケード版の移植。東亜プラン制作のゲーム25本をカップリング。